# 沙斯皮扎克
沙斯皮扎克（法語：Chaspuzac，法語發音：[ʃaspyzak]）是法国上卢瓦尔省的一个市镇，位于该省中部，属于勒皮区。

## 地理
沙斯皮扎克（45°4'5"N, 3°44'57"E）面积9.77 平方千米，位于法国奥弗涅-罗讷-阿尔卑斯大区上盧瓦爾省，该省份为法国中南部省份，北起多姆山省和卢瓦尔省，西接康塔爾省，南至洛泽尔省，东临阿尔代什省。
与沙斯皮扎克接壤的市镇（或旧市镇、城区）包括：卢德、圣让德奈、圣维达勒、桑萨克莱格利斯、韦尔热扎克。
沙斯皮扎克的时区为UTC+01:00、UTC+02:00（夏令时）。

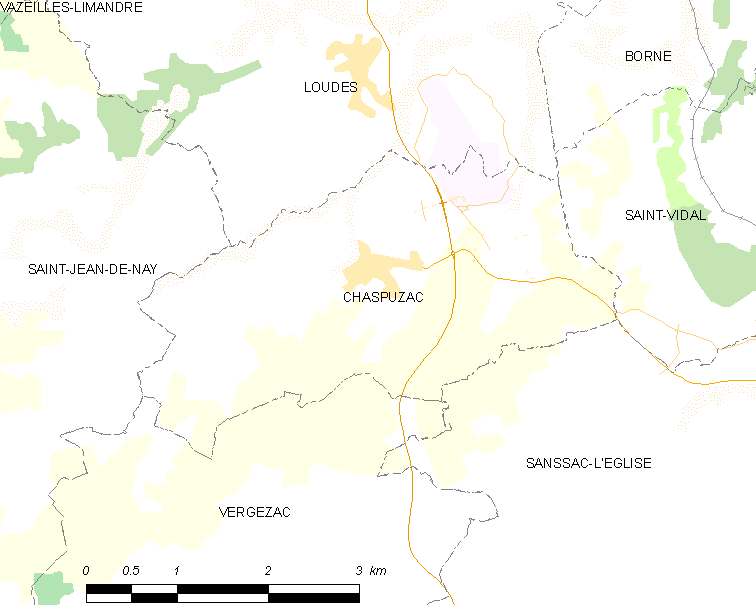
沙斯皮扎克的OSM定位图

## 行政
沙斯皮扎克的邮政编码为43320，INSEE市镇编码为43062。

## 政治
沙斯皮扎克所属的省级选区为圣波利安县。

## 人口

1962-2008年间沙斯皮扎克人口变化图示

沙斯皮扎克于2022年1月1日时的人口数量为849人。